# 周健超
周健超（1988年6月11日—），上海人，中国国际象棋棋手、特级大师。
周健超于2006年成为国际象棋特级大师。次年，曾闯入国际象棋世界杯第三轮。2008年，代表中国队夺得亚洲国际象棋团体冠军，而他个人也获得了台次金牌。2011年，获得在合肥举行的首届全国国际象棋快棋冠军赛冠军。